# Klaus Gesing
Klaus Gesing, né le 13 décembre 1968 à Düsseldorf, est un saxophoniste et clarinettiste allemand actif dans les domaines du jazz et du world jazz.

## Biographie

### Formation
Klaus Gesing découvre la clarinette à l'âge de 10 ans en écoutant un clarinettiste anglais qui joue dans les rues de Düsseldorf,.
Il suit d'abord des cours à l'école de musique Clara-Schumann de Düsseldorf avant de poursuivre sa formation au Conservatoire royal de musique de La Haye en suivant des cours de saxophone auprès de John Ruocco et de Leo van Oostrom,,,.

### Carrière

#### Instrumentiste
Klaus Gesing publie plusieurs CD avec le pianiste italien Glauco Venier, ce qui les amène ensuite à former avec la chanteuse de jazz britannique Norma Winstone un trio qui publie plusieurs albums sur les labels EmArcy Records et ECM,,.
Il collabore également avec l'oudiste tunisien Anouar Brahem sur les albums de world jazz The Astounding Eyes of Rita (2009) et Souvenance (2014), deux albums sur lesquels il joue uniquement de la clarinette basse,,,,,.
En 2013, Gesing fonde le trio Amiira avec le bassiste Björn Meyer et le batteur Samuel Rohrer, avec qui il publie l'album homonyme en 2016,.
Dans le domaine du jazz, Klaus Gesing a par ailleurs collaboré avec, entre autres, Kenny Wheeler, Chris Lawrence, John Taylor, Dave Liebman, New York Voices, Adelhard Roidinger, Christian Muthspiel, Uli Rennert, Paolino dalla Porta, Wolfgang Puschnig , Peter Herbert, Jamey Haddad , Thomas Alkier, Wayne Darling, Fritz Pauer, John Hollenbeck, Henning Siewerts et Jarrod Cagwin,.

#### Enseignant
En 2008, Klaus Gesing commence à enseigner le saxophone et l'improvisation au Conservatoire Giuseppe Tartini, à Trieste en Italie.

## Distinctions
Klaus Gesing a remporté plusieurs prix,,, :
- prix du meilleur soliste au concours Jugend Jazzt en Allemagne/NRW (1988) ;
- prix du meilleur soliste au Middelzee Jazz Festival (1994) ;
- le prix Van Merlen Jazz (1995) ;
- prix du meilleur soliste au concours international de jazz de Vienne (1996).

Par ailleurs, l'album Distances qu'il a réalisé avec Norma Winstone et Glauco Venier a remporté une nomination aux Grammy Awards comme meilleur album de jazz vocal ainsi que le prix de l'Académie française du jazz,,.

## Discographie
Klaus Gesing a publié des enregistrements sur les labels Artesuono, ATS Records, Extraplatte, EmArcy Records, ECM, Abeat Records, BirdLand Sounds et Arjunamusic, :
- 2000 : Gorizia, Glauco Venier Trio, Kenny Wheeler, Klaus Gesing et Pezzè String 4tet (Artesuono)
- 2000 : First Booke of Songes (ATS Records)
- 2000 : Composition, Klaus Gesing, Uli Rennert et Peter Herbert (Extraplatte)
- 2001 : Klaus Gesing & Glauco Venier Play Bach (Artesuono)
- 2002 : Serenade, Glauco Venier, Klaus Gesing et le Coro Del Friuli Venezia Giulia (Artesuono)
- 2003 : Chamber Music, Norma Winstone, Klaus Gesing et Glauco Venier (EmArcy Records)
- 2003 : Play Songs, Klaus Gesing et Glauco Venier (ATS Records)
- 2006 : Heartluggage (ATS Records)
- 2008 : Distances, Norma Winstone, Klaus Gesing et Glauco Venier (ECM)
- 2009 : The Astounding Eyes of Rita, album d'Anouar Brahem (ECM)
- 2010 : Stories Yet to Tell, Norma Winstone, Klaus Gesing et Glauco Venier (ECM)
- 2013 : Making Friends, Oirtrio, feat. Klaus Gesing (Abeat Records)
- 2014 : Dance Without Answer, Norma Winstone, Klaus Gesing et Glauco Venier (ECM)
- 2014 : Souvenance, album d'Anouar Brahem (ECM)
- 2014 : Streamflow, Marco Bolfelli Trio, feat. Klaus Gesing (BirdLand Sounds)
- 2016 : Amiira, Klaus Gesing, Björn Meyer et Samuel Rohrer  (Arjunamusic)